# خالد حيدر
خالد حيدر (وُلد في 10 يونيو 1981) هو كاتب ووممثل سوري من مواليد السلمية. كتب العديد من اللوحات والمسلسلات وكان أهم ما كتب: يوميات مدير عام 2، وبعض اللوحات لبقعة ضوء، وعربيات.كما مثل في عدة مسلسلات من أبرزها أيام الدراسة ومسلسل فتت لعبت. تزوج من الممثلة السورية رهف الرحبي في أبريل (نيسان) 2017 وتطلقا يناير (كانون الثاني) 2018.

## أعماله

### في التأليف
- يوميات مدير عام 2 (2011)
- بديع وفهيم (2013)

### في التلفزيون
- جرن الشاويش (2007)
- ناصر (2008)
- حكواتي كافيه (2009) بدور "المطرب"
- أيام الدراسة ج1 (2011) بدور "محجوب"
- كمون وليمون (2012)
- بديع وفهيم (2013)
- فتت لعبت (2013)بدور "خالد"
- خان الدراويش (2014)
- دنيا 2 (2015)
- وعدتني يا رفيقي (2015) بدور "عيد"
- صدر الباز (2016)
- مدرسة الحب (2016)
- الخان (2016)
- وردة شامية (2017)
- بقعة ضوء 13 (2017)